# Charles Willard
Charles E. Willard (ur. ?, zm. ?) – amerykański golfista, olimpijczyk z Saint Louis.
Willard startował jedynie na Igrzyskach Olimpijskich w Saint Louis w 1904 roku. Podczas tych igrzysk reprezentował swój kraj w zawodach indywidualnych mężczyzn. W pierwszej części eliminacji uzyskał 97 punktów, a w drugiej zdobył 98 punktów, a łącznie zgromadził ich 195. Wynik ten dał mu 45. miejsce eliminacji (do Ralpha McKittricka (zwycięzcy eliminacji) stracił 32 punkty), lecz do następnej fazy eliminacji awansowało jedynie 32 golfistów, a tym samym Willard odpadł z rywalizacji kończąc udział w igrzyskach na eliminacjach.